# Poggio Moiano
Poggio Moiano és un comune (municipi) de la província de Rieti, a la regió italiana del Laci, situat a uns 45 km al nord-est de Roma i a uns 20 km al sud de Rieti. A 1 de gener de 2019 la seva població era de 2.666 habitants.
Poggio Moiano limita amb els següents municipis: Colle di Tora, Frasso Sabino, Monteleone Sabino, Poggio Nativo, Pozzaglia Sabina, Rocca Sinibalda, Scandriglia i Torricella in Sabina.